# В. К. Мурти
Венкатарама Пандит Кришнамурти (англ. Venkatarama Pandit Krishnamurthy, канн. ವೆಂಕಟರಾಮಾ ಪಂಡಿತ್ ಕೃಷ್ಣಮೂರ್ತಿ, широко известный как В. К. Мурти; 26 ноября 1923 — 7 апреля 2014) — индийский кинооператор, работавший в основном в индустрии кино на хинди. Обладатель двух Filmfare Awards за лучшую операторскую работу. Первый представитель технических специальностей, который был награждён высшей кинематографической наградой Индии Премией имени Дадасахеба Фальке. Благодаря тесному и плодотворному сотрудничеству был известен как «Глаз Гуру Датта» (англ. Guru Dutt's eye).

## Биография
В. К. Мурти родился 26 ноября 1923 года в Майсуре, столице одноимённого туземного княжества Британской Индии (ныне административный центр одноимённого округа в штате Карнатака). В девять лет он лишился матери. Обучение проходил сначала в Lakshmipuram School, а затем с 1943 по 1946 в S. J. Polytechnic (ныне Государственный институт кино и телевидения) по специальности кинематография. Будучи студентом, Мурти принимал участие в борьбе за свободу Индии, за что был заключен в тюрьму в 1943 году.
После окончания института он переехал в Бомбей. Там он получил работу помощника оператора Дроначарьи в фильме Maharana Prathap (1946). Другим кинематографистом, у которого Мурти учился в начале карьеры, был Фали Мистри. Спустя несколько лет он работал ассистентом оператора В. Ратра на съёмках фильма Baazi (1951), который был режиссёрским дебютом Гуру Датта. Со съёмкой одной из сцен возникли сложности, и Мурти попросил Датта доверить камеру ему. Тот дал три попытки, но Мурти справился с первого раза, после чего режиссёр предложил ему стать оператором его следующего фильма. Их первая совместная работа Jaal вышла в прокат на следующий год. Мурти работал только с Гуру Даттом до смерти последнего и был оператором почти всех его фильмов, кроме самого первого. Он до сих пор почитается в кинематографических кругах благодаря его методам освещения в их совместных фильмах «Жажда», «Бумажные цветы» и «Господин, госпожа и слуга». Его умение управлять светом помогало ему как при съёмке фильмов в мрачных тонах, так и романтических комедий вроде Mr. and Mrs. 1955.
Его знаменитый «кадр с лучом света» в песне «Waqt ne kiya kya» культового фильма «Бумажные цветы», достигнутый благодаря комбинации естественного и искусственного света, считается классическим моментом в истории кино. Другой снятый им музыкальный номер «Chaudavin ka Chand» из фильма «Полная луна» был также признан одним из лучших кинематографических произведений, которые видело кино на хинди. Он также был первым кинооператором Индии, снявшим фильм в формате CinemaScope.
После смерти Датта в 1964 году, Мурти работал над другими блокбастерами Болливуда, такими как Tumse Achha Kaun Hai (1969) и Nastik (1983), но как только фильмы начали снимать в цвете, его звезда пошла на убыль. Наиболее часто он работал с режиссёром Прамодом Чакраварти, сняв под его началом 11 фильмов, начиная с Ziddi (1964) и заканчивая «Водопадом любви» (Deedar, 1992). Он также сотрудничал с Камалом Амрохи в фильмах «Куртизанка» и «Дочь султана» (1983), Говиндом Нихалани в сериале Tamas (1987) и Шьямом Бенегалом — в Bharat Ek Khoj (1988), транслируемом на канале Doordarshan. Одной из последних его работ стал фильм на каннада Hoovu Hannu (1993), в котором он также сыграл небольшую роль.
В.К. Мурти скончался в своём доме в Бангалоре 7 ноября 2014 года. У него осталась дочь Чая Мурти (англ. Chaya Murthy).

## Награды
- 1960 — Filmfare Award за лучшую операторскую работу — «Бумажные цветы»[12]
- 1963 — Filmfare Award за лучшую операторскую работу — «Господин, госпожа и слуга»[12]
- 2005 — IIFA Award за выдающийся вклад в индийский кинематограф[13]
- 2009 — Премия имени Дадасахеба Фальке[14]